# Rudolf Hagemann (Genetiker)
Rudolf Hagemann (* 21. Oktober 1931 in Aue; † 16. März 2025 in Halle (Saale)) war ein deutscher Genetiker.

## Leben
Hagemann wuchs in Raschau als Sohn des Lehrers Fritz Hagemann, 1950 bis 1965 Schuldirektor der Oberschule und späteren EOS „Bertolt Brecht“ in Schwarzenberg, auf. Nach Ablegen des Abiturs in Schwarzenberg nahm er 1950 ein Biologiestudium an der Universität Leipzig auf, wechselte aber 1952 an die Universität Halle, wo er 1955 sein Diplom erlangte. Nach anschließender Forschungsarbeit im Institut für Kulturpflanzenforschung Gatersleben der Deutschen Akademie der Wissenschaften zu Berlin wurde er 1958 an der Universität Halle promoviert und habilitierte sich nach weiteren Forschungsarbeiten am Institut für Kulturpflanzenforschung Gatersleben 1966 an der Universität Halle.
Von 1967 bis 1994 war er Professor für Genetik und Direktor des Institutes für Genetik an der Naturwissenschaftlichen Fakultät der Martin-Luther-Universität Halle-Wittenberg, von 1994 bis 1996 Professor für Genetik am Max-Planck-Institut für Züchtungsforschung in Köln und 1996 Professor für Genetik am Max-Planck-Institut für experimentelle Medizin in Göttingen. 1990, 1995 und 1997 war er Gastprofessor für Molekulargenetik an der Universität Salzburg in Österreich. Rudolf Hagemann war seit 2014 Vorsitzender der Deutschen Gesellschaft für Geschichte und Theorie der Biologie (DGGTB).
Seine Hauptarbeitsgebiete waren die genetische Instabilitätsforschung (Paramutabilität) und die Chloroplasten-Genetik.
Seit Anfang der neunziger Jahre lag sein Schwerpunkt auf der Geschichte der Genetik.
Rudolf Hagemann veröffentlichte über 200 Publikationen, darunter mehrere Monographien und ein Lehrbuch der Allgemeinen Genetik (4. Auflage, 1999). Er lebte in Halle.

## Mitgliedschaften und Ehrungen
- 1969 Mitglied der Leopoldina[2]
- 1980 N.I.Vavilov-Medaille der All-Unions-Gesellschaft der Genetiker und Züchter der UdSSR
- 1989 Thomasius-Medaille der Martin-Luther-Universität Halle-Wittenberg für Förderung des wissenschaftlichen Nachwuchses
- 1990 Korrespondierendes Mitglied der Akademie der Wissenschaften der DDR
- 2013 Miescher-Ischida-Preis der International Society of Endocytobiology